# Mszoner
Mszoner, Mszanek – jezioro w Polsce, w województwie wielkopolskim, w powiecie gnieźnieńskim, w gminie Mieleszyn, na Pojezierzu Gnieźnieńskim. Przez akwen przepływa rzeka Mielneńska Struga, dopływ Wełny. Brzegi jeziora są zalesione.